# Marvin Ellmann
Marvin Ellmann (* 21. September 1987 in Duisburg) ist ein deutscher Fußballspieler, der seit Juli 2020 beim Landesligisten SV Hönnepel-Niedermörmter unter Vertrag steht.

## Karriere
Seine Jugendzeit verbrachte Ellmann beim SuS 09 Dinslaken, bevor er mit 19 Jahren zurück in seine Geburtsstadt Duisburg ging, um für TuRa 88 Duisburg und den Duisburger SV 1900 in der Landesliga Niederrhein aufzulaufen. Danach wechselte der Stürmer 2009 innerhalb der Liga zur aufstiegsambitionierten U-23 von Rot-Weiß Oberhausen. Auch dank seiner 28 Saisontore wurde die Mannschaft Landesligameister, stieg auf und spielte im Jahr darauf in der Niederrheinliga.
Erneut gehörte Ellmann mit 24 Treffern zu den Toptorschützen der Liga. Mit anhaltender Torflaute und zunehmender sportlicher Talfahrt des Zweitligateams der Oberhausener wurde Ellmann gegen Ende der Saison 2010/11 in den Profikader hochgezogen. Hier kam er zu zwei Einsätzen.
Ab Beginn der Saison 2011/12 gehörte Ellmann fest zum Kader der ersten Mannschaft in der 3. Liga. Nachdem am Ende der Spielzeit der erneute Abstieg der Oberhausener in die viertklassige Regionalliga West feststand, verließ der Stürmer den Verein. Am 3. Juni 2012 gab Rot-Weiss Essen die Verpflichtung von Ellmann bekannt, der einen Einjahresvertrag bis zum 30. Juni 2013 unterschrieb.
Zur Saison 2013/14 wechselte Ellmann zum Wuppertaler SV in die Oberliga Niederrhein. Nach der Meisterschaft 2015/16 und dem Aufstieg in die Regionalliga West schloss er sich dem Fünftligisten Ratingen 04/19 an, ein Jahr später dem klassengleichen ETB Schwarz-Weiß. Hier wurde Ellmann in der Saison 2017/18 mit 32 Treffern Torschützenkönig der Oberliga.

## Erfolge
- Aufstieg in die Niederrheinliga 2010 mit Rot-Weiß Oberhausen II
- Aufstieg in die Regionalliga West 2016 mit dem Wuppertaler SV
- Torschützenkönig der Oberliga Niederrhein 2018 mit Schwarz-Weiß Essen